# Xiaomi Mi MIX Fold
Xiaomi Mi MIX Fold (стилізовано як Xiaomi Mi MIX FOLD) — смартфон зі складаним дисплеєм, розроблений компанією Xiaomi, що відноситься до дизайнерської серії Mi MIX. Був представлений на 2 частині презентації Xiaomi 30 березня 2021 року.
Це перший смартфон Xiaomi з використанням гнучкого дисплею та перший смартфон у світі з використанням технології рідкої лінзи.

## Дизайн
Зовнішній екран виконаний зі скла. Внутрішній екран виконаний з пластику. Задня панель виконана залежно від версії зі скла Corning Gorilla Glass 5 або з кераміки. Торці виконані з алюмінію.
Блок основної камери виконаний у стилі Xiaomi Mi 10 Ultra.
Знизу розміщені роз'єм USB-C, 2 динаміка та мікрофон. Зверху розташовані 2 динаміка, другий мікрофон та ІЧ-порт. З лівого боку розташований слот під 2 SIM-картки. З правого боку розміщені кнопки регулювання гучності та кнопка блокування смартфону,в яку вбудований сканер відбитків пальців.
В Китаї Xiaomi Mi MIX Fold продається в (чорному) кольорі зі скляною задньою панеллю та, чорному зі смугастим принтом і керамічною задньою панеллю.

## Технічні характеристики

### Платформа
Смартфон отримав процесор Qualcomm Snapdragon 888 та графічний процесор Adreno 660.

### Батарея
Батарея отримала об'єм 5020 мА·год та підтримку 67-ватної швидкої зарядки.

### Камера
Смартфон отримав основну потрійну камеру 108 Мп, f/1.75 (ширококутний) + 8 Мп (телеоб'єктив/макро) + 13 Мп, f/2.4 (ультраширококутний) з фазовим автофокусом Dual Pixel та здатністю запису відео в роздільній здатності 8K@30fps. Особливістю модуля на 8 Мп стала рідка лінза, яка працює по принципу людського ока, що дозволяє використовувати об'єктив для макро з відстанню фокусування 3 см і як телеоб'єктив з 3x оптичним або 30x гібридним збільшенням. Також за роботу цього модуля відповідає процесор обраблення зображень власного виробництва Surge C1.
Фронтальна камера отримала роздільність 20 Мп (ширококутний) та здатність запису відео в роздільній здатності 1080p@60fps.

### Екран
Внутрішній екран — це гнучка AMOLED-матриця, 8.01", 2480 × 1860 зі щільністю пікселів 387 ppi, співвідношенням сторін 4:3 та підтримкою технологій HDR10+ і Dolby Vision.
Також смартфон отримав зовнішній AMOLED-екран, 6.52", 2520 × 840 зі співвідношенням сторін 27:9, частотою оновлення дисплею 90 Гц, підтримкою технологій HDR10+ і Dolby Vision та круглим вирізом під фронтальну камеру, що знаходиться зверху в лівому кутку.

### Звук
Смартфон отримав квадродинаміки. Динаміки розташовані по двоє на верхньому та нижньому торцях. Динаміки розроблені в співпраці з Harman Kardon.

### Пам'ять
Смартфон продається в комплектаціях 12/256, 16/256 та 16/512 ГБ.

### Програмне забезпечення
Смартфон був випущений на MIUI 12 на базі Android 11. Також з оновленням у смартфоні з'явився десктопний режим, при якому система нагадує ту, яка встановлена на ПК або ноутбуках, але пізніше він його прибрали. Цей режим дозволяє працювати з програмами у вікнах, не відкриваючи їх на повний екран.
Був оновлений до HyperOS 1 на базі Android 13.

## Folding Screen Tiger Year
Folding Screen Tiger Year — спеціальна подарункова коробка, присвячена року тигра, яка містить керамічний Mi MIX Fold у комплектації 16/512 ГБ та навушники Xiaomi True Wireless Noise Cancelling Headphones 3. Її вартість 8999¥.

## Галерея

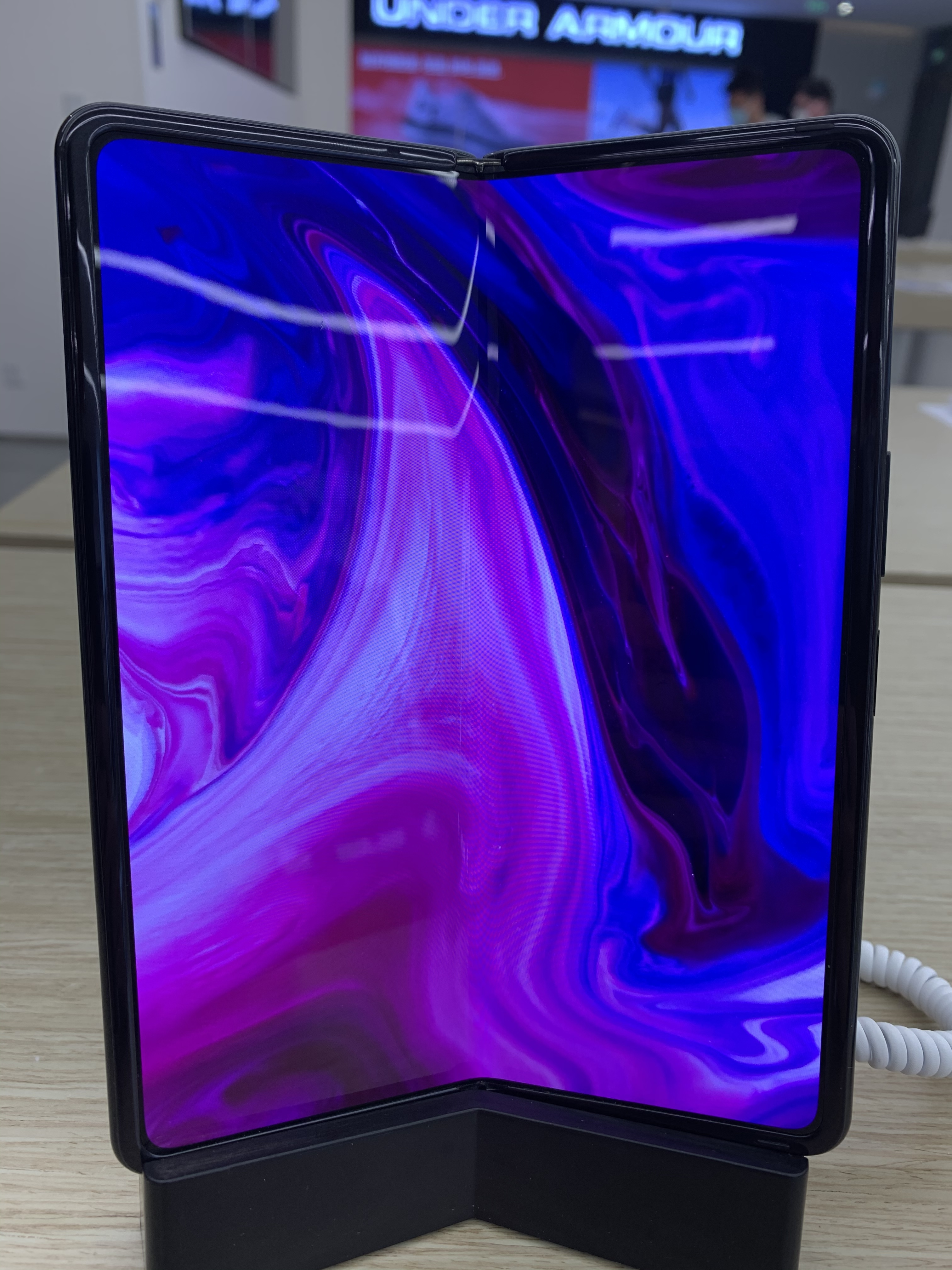
Передня частина Mi MIX Fold у напіврозкладеному стані
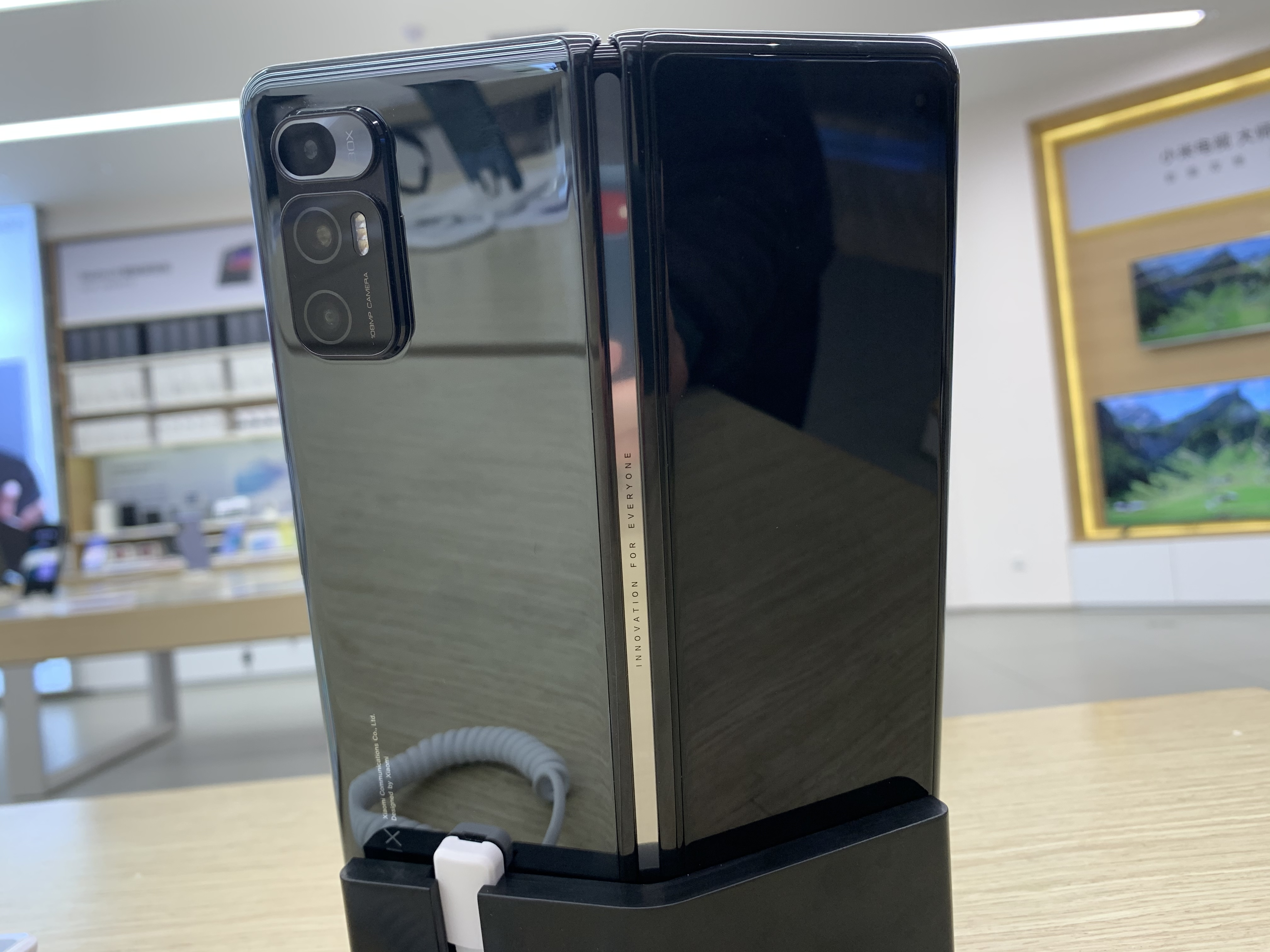
Задня частина Mi MIX Fold у напіврозкладеному стані
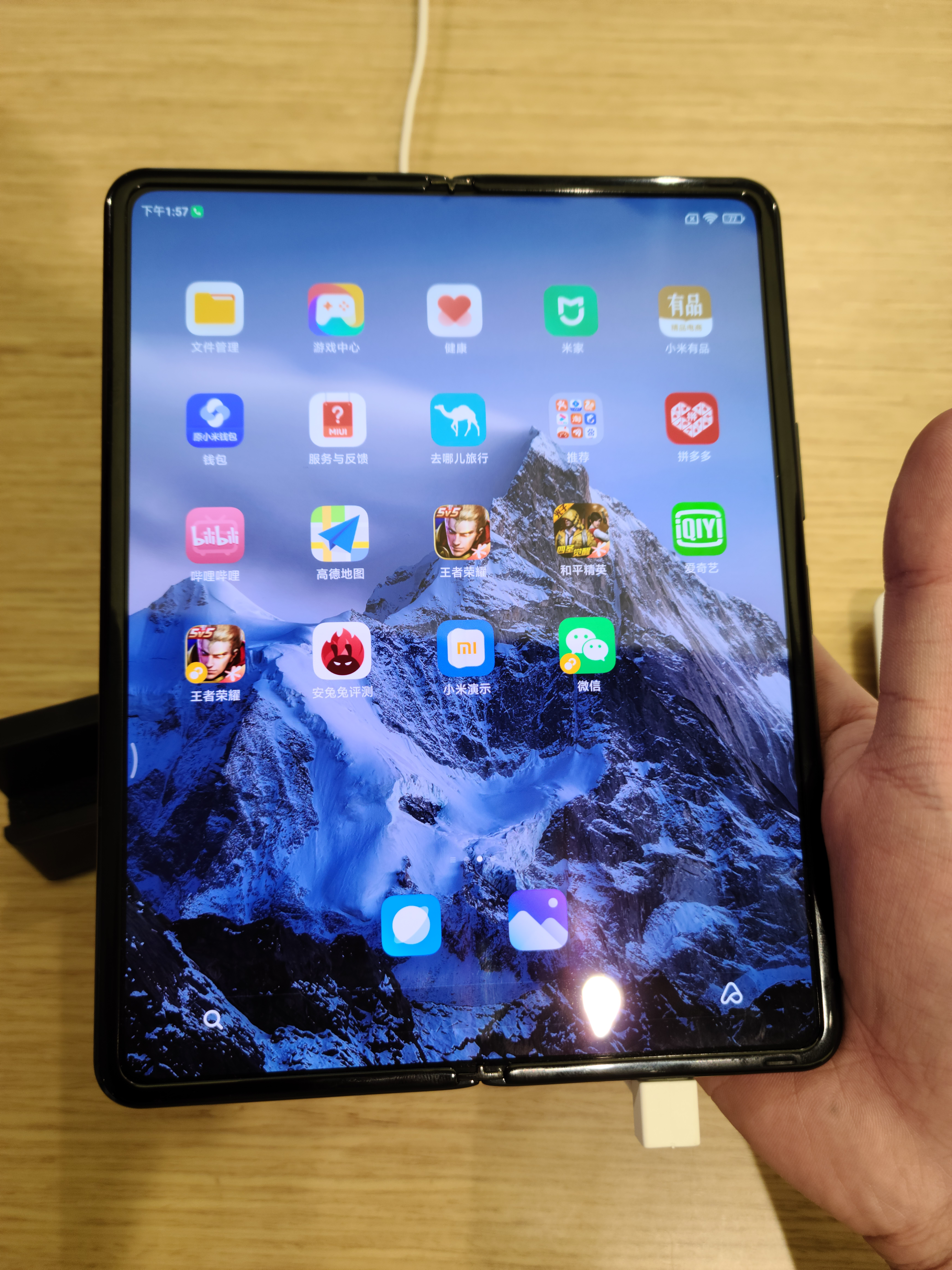
Внутрішній екран Mi MIX Fold
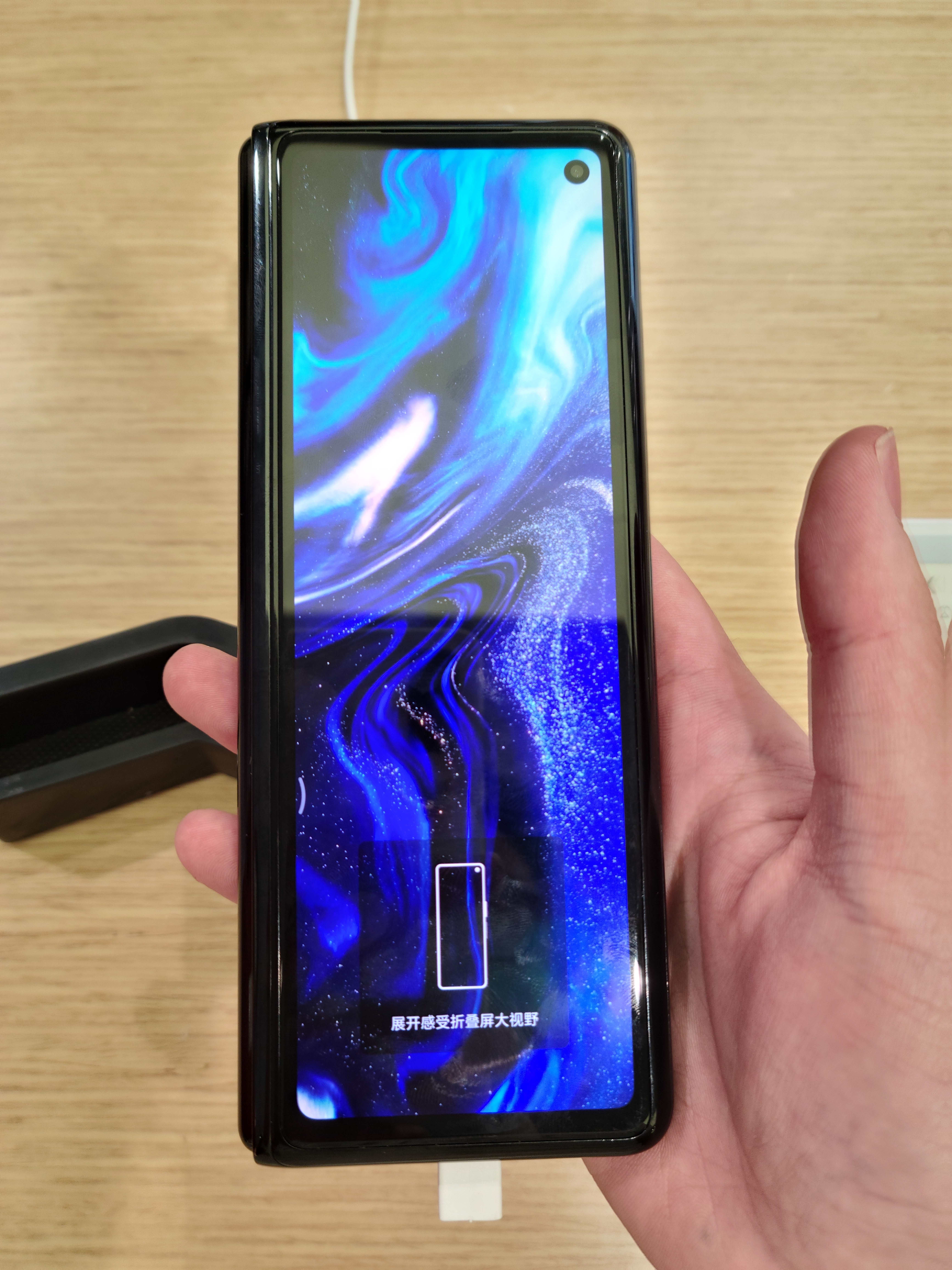
Зовнішній екран Mi MIX Fold